# 시르 알하팀 알할리파

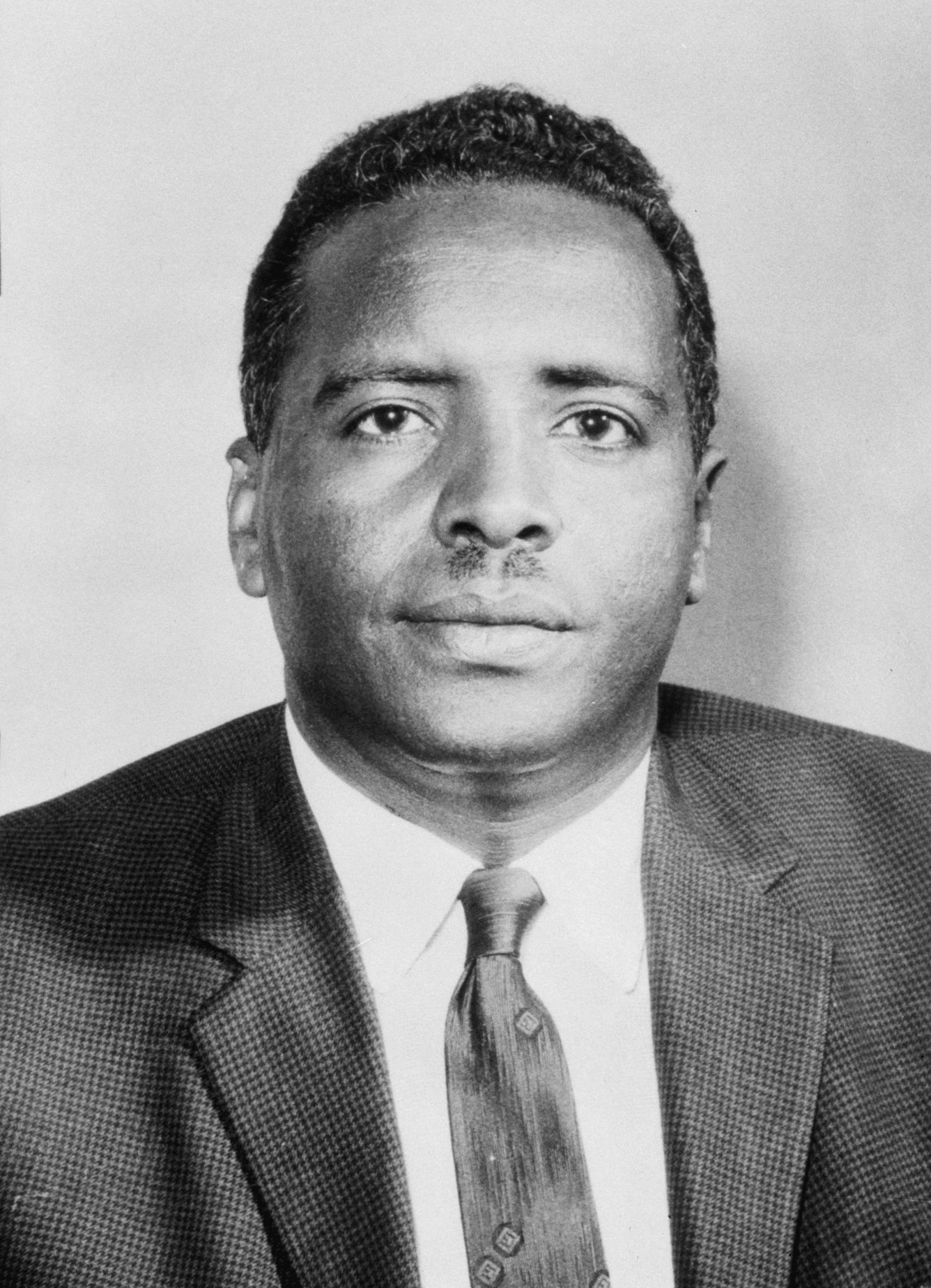
시르 알하팀 알할리파

시르 알하팀 알할리파(아랍어: سرالختم الخليفة الحسن, 1919년 1월 1일 ~ 2006년 2월 18일)는 수단의 정치인, 외교관이다.
백나일 주 출신이며 1944년부터 1946년까지 영국 옥스퍼드 대학교 엑서터 칼리지에 재학했다. 1964년 10월 30일부터 1965년 6월 2일까지 수단의 총리를 역임했고 1964년 11월 16일부터 1964년 12월 3일까지 수단의 대통령 권한대행을 역임했다.
1966년에는 이탈리아 주재 수단 대사, 1968년에는 영국 주재 수단 대사로 임명되었지만 1969년 5월 25일에 가파르 니메이리가 군사 쿠데타를 통해 집권하면서 외교관 자격을 박탈당했다. 1973년부터 1975년까지 수단 교육부 장관을 역임했고 1982년부터 1985년까지 가파르 니메이리 대통령의 교육 고문을 역임했다.